# Третий дагестанский поход Надир-шаха
Третий дагестанский поход Надир-шаха — кампания персидской армии под руководством Надир-шаха в 1741—1745 годах по подчинению Дагестана.

## Предыстория
Конфликт между Империей Афшаридов и дагестанскими горцами шёл с начала XVIII века, когда горцы поддержали восставших суннитов в Закавказье и Османскую империю в турецко-персидских войнах 1723—1727 и 1730—1736 годов. Сложный рельеф местности северо-кавказского региона делал задачу покорения горцев чрезвычайно затруднительной. В 1734 и 1735 годах Надир-шах совершил два похода в Дагестан, во время которых одержал ряд побед, но полностью подчинить регион не смог. Ежегодно, с 1736 по 1740 годы они совершали успешные набеги на территорию Закавказья.
Осенью 1738 года, во время Индийского похода Надир-шаха, его брат Ибрагим-хан начал кампанию по подчинению джаро-белоканских обществ. К джарцам на помощь пришло войско из 20 тысяч дагестанцев с уцмием Ахмед-ханом, Муртазали Казикумухским и другими. 29 октября Ибрагим-хан и его армия попали в засаду у села Джиных (Гюллюк). Персидские потери составили 24 тысячи человек убитыми, включая Ибрагим-хана, тело которого горцы сожгли.
После успешного восстания в Джаре последовала череда повстанческих движений в Ширване и Дагестане. К концу 1738 года Муртузали Казикумухский захватил Шемаху. К началу весны 1739 года Хасбулат-шамхал и уцмий Ахмед-хан получают приказ Надира, который не знал, что они его давно предали и воевали против Ибрагим-хана. Он приказал им схватить и прислать к нему Сурхая и Муртузали. Приказ не был исполнен. Карат-бек спокойно отступил в Дагестан, а затем объединённые отряды джарцев, дагестанцев и грузин, руководимые князем Шанши Эристави и Маллачи Унцукульским, нанесли удар иранцам, те отступили с большими потерями.
Смерть брата вызвала гнев Надир-шаха, он поклялся отомстить джарцам и всем дагестанцам. Однако ближайшие годы он провёл в далёких походах. Отомстить он смог только в 1741 году. Подготавливая почву к походу, в апреле 1741 года 16-тысячное шахское войско под командованием Абдали Гани-хана напало на Джар. На помощь джарцам прили дагестанские владельцы. В трёх кровопролитных сражениях иранцы были разгромлены.

## Начало похода
Для похода в Дагестан Надир-шах в 1741 году собрал от 100 до 150 тысяч солдат. Уже к концу мая военные авангарды иранцев начали стекаться у Дербента. Подданным шаха был тарковский шамхал Хасбулат. Ряд исследователей называли Хасбулата «предателем» за его поддержку Надир-шаха. Тем не менее некоторые историки считают, что подчинение было формальным и шамхал в большинстве сражений помогал повстанцам и вызволял дагестанских пленников с самого начала завоевательной кампании шаха в Дагестане. Это был тактический ход, направленный на усыпление бдительности шаха.
К середине июня дербентский комендант выступил во главе 10-тысячного отряда с целью не дать соединиться силам уцмия Ахмед-хана и Сурхая. Одновременно с этим отряд Люфт-Али-хана отправился к реке Уллучай против уцмия. Против уцмия должен был явиться и шамхал Хасбулат со своими войсками, но Хасбулат не смог выполнить эту задачу, так как его войско перешло на сторону уцмия.  К концу июля в Дербент прибыл и сам шах с силами в 66 тысяч и уничтожил первые попавшиеся на пути 14 горских аулов. Рассказывая о жестокостях Надира, И. И. Калушкин, русский дипломат, современник и зритель событий, сообщает, что «по указу шахову ни одного человека... живого не оставляют, все рубят наповал».
Иранская армия была разделена на две основные группы:
- Первая, крупная группа, во главе с самим шахом и его афганским военачальником Гани-ханом Абдали, шла по маршруту через Чираг и Хосрех на Кумух[2].
- Военачальники Лютф-Али-хан, Хайдар-хан, топчибаши Джалил продвигались через Табасаран, Кайтаг, Шамхальство, Мехтулинское ханство и далее к Аймакинскому ущелью для вторжения в Аварию[2][21].
- Была и третья группа с войском кахетинского царя, стоявшая в Джаре, а также резерв в Дербенте[2].

Обе группы планировали прорваться во внутренний Дагестан и соединиться в Аварии. Уже к началу августа шах дошёл до цели, Сурхай мог противопоставить шахским 52 тысячам солдат около 7 тысяч своих и более 5 тысяч под командованием своего сына Муртазали. Хан обратился к соседям, но Надир был уже у Кумуха. Началась битва. По договорённости с отцом, Муртазали и Мухаммад-хан с отрядом отступили в Аварию, а Сурхай сдался и поручил отправить письма с просьбами поддержать сына в Аварское ханство и Акуша-Дарго.
Кайтагский уцмий Ахмед-хан вёл трёхнедельную оборону Кубачи от 24-тысячного иранского войска под командованием Лютф Али-хана. После сдачи Сурхая он остался один, во избежание поголовного уничтожения вслед за Сурхай-ханом уцмий вынужден был также сложить оружие и явиться к шаху в Кумух.
Тем временем, союзник Ирана шамхал Хасбулат тоже оказался в осаде в Тарках. Осаждал его, предположительно, Ахмед-хан Мехтулинский. Шах послал шамхалу подкрепление в 12 тысяч человек из отряда Хайдар-хана, стоявшего в Табасаране. Персы рассеяли отряды Мехтулинского. По иранским сведениям, Ахмед-хан отступил в Цудахар и Аймакинское ущелье, а Хасбулат осадил Акушу, позже сломил ополчение, а акушинский кадий отправился к шаху в Кумух.
Войска Люфт-Али, Хайдар-хана и Хасбулата вышли к Аймакинскому проходу.
После такого успеха Надир потребовал от дагестанских владетелей, чтобы те собрали ему в войско по 1 тысячи снабжённых солдат, а также по 3 тысячи баранов. Кроме того, подданные уцмия должны предоставить по 125 мешков пшеницы, а подданные шамхала — с каждого двора по мешку пшеницы, 3 барана, 8 футов масла, 5 футов железа и другое. Подобные требования были и для других земель Дагестана и Закавказья. Шах планировал выселить всех дагестанцев в Иран, а всех, кто окажет сопротивление — убить. Эти нереализуемые приказы не были выполнены.
С конца августа начались серьёзные трудности для шаха из-за возросшего сопротивления горцев. В 15 вёрстах от его лагеря в Хурхи и Шара был аул, сопротивлявшийся 10 дней, откуда персы всегда отступали с нарочитым уроном, там собралось около 600 мужчин и женщин с оружием. Шах двинул туда 1000 солдат, а 7000 расположил в засаде. Но осаждённые пошли в контратаку, убили около 300 и ранили многих, остальные спаслись бегством. Видя спасающихся, резерв в засаде не решился нападать. Ночью горцы оставили селение и ушли. Повстанческие набеги с угонами лошадей проходили каждую ночь в казикумухских деревнях, где были персы.
Шах, осознавая, что пристанищем партизан остаётся внутренний Дагестан, двинул свои войска в Андалал, где скапливались враждебные ему горцы, среди которых были Муртазали-хан и Магомед-хан Казикумухские, а также Мухаммад-нуцал Аварский.

Как заметил английский историк Л. Локкарт: 
Авария оставалась непокорённой, и, следовательно, ключ к Дагестану был в недосягаемости Надир-шаха.
Оригинальный текст (англ.)Avaria continued unconquered, and consequently, the key to Daghistan remained heyond Nadir’s reach

## Поражение шаха в Андалале
В Андалал толпами стали собираться горцы со всего Дагестана. Боевые действия начались в сентябре 1741 года. Многочисленные иранские войска начали военные действия одновременным нападением на сёла Согратль, Мегеб, Уллучара, Обох, Чох и другие. Близ этих селений в течение нескольких суток шёл кровопролитный бой.
Местом главного сражения с шахом, которое отвечало стратегическому замыслу горцев — лишить шаха возможности маневрировать крупными силами кавалерии и пехоты, — была определена наклонная плоскость Хициб — терраса, отделённую от Согратля рекой и крутыми склонами горного хребта. Была выработана эффективная тактика: сначала угнать шахских коней, лишить мобильности его кавалерии, после чего, не дожидаясь наступления врага, самим неожиданно напасть на его лагерь.
Первоначально борьба шла для горцев с переменным успехом, затем же войскам шаха удалось их оттеснить. Когда Надир начал решающее наступление, подошло подкрепление, в числе которых было много женщин. С трудом противники шаха добились перевеса. Персидские войска, не выдержав натиска, дрогнули, а затем обратились в бегство.
По мнению профессора Дегоева, Надир-шах, загнав свою армию в непроходимые горы, поставил себя в крайне невыгодное положение. Он пишет: «…но именно в аварских горах иранская армия попала в смертельную ловушку — узкое ущелье, блокированное неприятелем со всех сторон. Надир-шах вступил в переговоры с ханами Аварии и Мехтулы, суля им щедрое вознаграждение за предоставление выхода из этой мышеловки».
Весть о поражении Надир-шаха в Андалале, по свидетельству турецких историков Эрела и Гекдже, «встретили в Стамбуле с огромной радостью и восторгом» как важный фактор, отодвинувший угрозу нападения Ирана на Турцию. С удовлетворением была воспринята весть о поражении Надира и в Петербурге, так как Россия надеялась воспользоваться поражением Ирана и укрепить собственные позиции в Дагестане.

## Отступление
Аварский хан после андалальского разгрома в письме к Надиру писал:
Ты упрекаешь меня в том, что я не явился к тебе на поклон. Я воздержался от этого потому, что ожидал твоего прибытия к себе, чтобы принять и проводить по нашему горскому обычаю. Я слышал, что между тобою и нашими пастухами произошла драка. Уверяю тебя, что наши добрые воины не участвовали в этом и я не мог бы допустить этого, ибо драться с пастушьим сыном подобает лишь пастухам. Именно поэтому, увидев, что в руках наших пастухов огромное количество персидских баб, плешивых верблюдов, мул, лошадей и драгоценностей, наши добрые воины обвиняют меня в том, что им ничего не досталось. Для чего ты пришел к нам в горы... Я советую тебе — иди скорее назад в Иран и больше не приходи к нам, а то мы тебя пошлем в пекло, чтобы ты мог там найти своего брата. Правда, мы слышали о твоих великих делах и вначале опасались тебя. Но твоя слава миновала. Теперь тебе самому видно, что ты не такой страшный, чтобы нельзя было оправиться с тобою
Аналогичные ответы дали сын Сурхай-хана Муртузали, мехтулинский хан, уцмий Кайтага и другие. Потеряв около 30 тысяч человек, более 33 тысяч лошадей и верблюдов, 79 орудий, большую часть вооружения и снаряжения, а также казну и корону, шах 28 сентября начал отступать. Русский посол Калушкин писал, что его армия отступала «…с таким ускорительным маршем, который по справедливости за побег причесть можно…». Горцы преследовали отступающего противника. Калушкин писал: «Отступающее войско подвергалось непрерывным атакам аварцев…» и «…иногда шаха так жестоко били, что его самого принуждали троекратно к обороне назад оборачиватца…».
Надир отступал через Кукмадагский перевал. Таким образом, шах добрался до Дербента «с половиной войска», «лишившись казны, имущества и почти всех вьючных животных». Набеги на Дербент, на шахские отряды и на лагерь «стали быть неистерпимы».
После того, как Надир-шах дал приказ частям своим войск отступать в Дербент, 24-тысячное войско, отступавшее через Аймакинское ущелье, подверглось нападению горцев, которыми руководил Ахмед-хан Мехтулинский, иранское войско было разгромлено, Лютф-Али-Хану удалось спастись. Другая часть иранского войска была разгромлена в Сирхе, в Тантинском перевале. Наиболее крупный разгром произошел в Капкайском ущелье, где Ахмед-ханом Кайтагским и Ахмед-ханом Мехтулинским была разгромлена 30-тысячная армия иранцев, как писал Калушкин, выжило в том сражении около 100 иранцев, они бежали в Дербент. Среди убитых также был найден труп Лютф-Али-Хана.

## Последующие события

### Военные действия
В октябре 1741 года Надир-шах лично возглавил второй поход в Аварию, но и он был безуспешным. После этих сражений в ноябре 1741 года Надир с остатками разбитой армии вернулся в Дербент. Из более чем 100-тысячной армии Надира, по свидетельствам И. Калушкина, боеспособных воинов оставалось 25-27 тысяч. Персидской армии был нанесён удар, который подорвал военно-политическую мощь Ирана. По определению исследователя Анатолия Новосельцева, «звезда Надира закатилась в горах Дагестана».
Горцы продолжали нападать на армию Надир-шаха, стоявшую лагерем около Дербента. С ноября 1741 по февраль 1743 годов Надир-шах совершил шесть походов на территорию Дагестана: в Кайтаг (ноябрь 1741, март и осень 1742), Табасаран (ноябрь 1741, май 1742) и Кумыкию (февраль 1743). Несмотря на ряд успехов (взятие столицы Кайтагского уцмийства Кала-Корейш осенью 1742 года, уничтожение кумыкских аулов аулов Эндирей, Костек и Аксай в феврале 1743 года), шах так и не смог склонить горцев к покорности, горцы Кайтага продолжали совершать на его лагеря поблизости Дербента. Одновременно, с декабря 1741 по март 1742 годов, он безуспешно пытался путём переговоров склонить на свою сторону Мехтулинского Ахмад-хана, аварского хана, Ахмед-хана Кайтагского и других дагестанских феодалов и старейшин. Начавшиеся в Закавказье и Персии восстания вынудили Надир-шаха 15 февраля 1743 года прекратить военные действия и отступить из Дагестана.
Из-за жестокой эксплуатации населения, увеличения размера налогов, насильственной мобилизации в армию почти во всех частях государства Надир-шаха вспыхивали всё новые и новые вооружённые восстания, в том числе и в Дербентском ханстве и Ширване. Бои с завоевателями происходили и в районе Самура, при Дарвахе, в Кайтаге, Акуша-Дарго, Лакии, Мехтулинском ханстве. Воспользовавшись начавшейся турецко-персидской войной и восстанием лезгин, осенью 1743 года Мухаммад-хан Казикумухский вторгся в Кюру и Ширван и, вместе с восставшими, захватил Дербент, Шабран, Шемаху и Ахсу, но в декабре потерпел поражение от сына Надир-шаха Насрулла-мирзы при Ахсу и был вынужден оставить занятые ранее территории.
Оказывая завоевателям отпор, дагестанские горцы стали объединяться, чтобы дать отпор армии Надир-шаха, который отступил к Дербенту. Надир-шах не оставлял мысли покорить Дагестан. Для этого он занялся возведением укреплений и сторожевых башен, создал в районе Дербента военный лагерь, который получил название «Иран Хараб» или «Гибель Ирана» после поражения в этом лагере иранских войск от рук горцев.

Русский военный историк Василий Потто писал:
В истории Дагестана был момент, когда свободе горских народов грозила опасность: великий завоеватель Надир-шах стоял перед ними. Тогда, в кровавой битве под Иран-Хараба, что значит «Гибель Персии», акушинский народ нанёс ему страшное поражение. Бегство персов было так поспешно, что шах потерял на поле сражения корону и драгоценное седло. Эти единственные в мире трофеи ныне, к сожалению, кажется, совершенно утеряны; но они долго переходили в Дагестане из рук в руки до последнего имама Чечни и Дагестана, Шамиля, утратившего их только на Гунибе. Акушинцы после этой блестящей победы слыли в горах непобедимыми и, как сильнейший народ, привыкли с давних пор вмешиваться в посторонние распри и играть в событиях первенствующую роль.
Персы потеряли весь свой контроль в Дагестане, исключением был только Дербент, который до последнего оставался последним оплотом иранской власти в Дагестане и откуда шли постоянные походы иранских войск на соседние области. В 1745 году войска под руководством Ахмед-хана Кайтагского разбили шахское войско под командованием Гани-хана около Дербента. В связи с этим 6 января 1745 года персидская армия во главе с Надир-шахом вновь вторгается в Дагестан. В течение нескольких дней были взяты и разрушены аулы Карабудахкент, Губден, Утамыш и Бойнак, подвергнут разорению Южный Дагестан. Он грозился совершить такое во всём Дагестане. Но горцы не склонились. Войска шаха всюду встречали упорное сопротивление. Сопротивление горцев, восстания в Закавказье и затянувшаяся война с Османской империей уже в феврале заставили Надир-шаха оставить Дагестан.
В 1747 году уцмий вытеснил иранский гарнизон в Дербенте. В результате заговора придворных Надир-шах был убит в июне 1747 года. 

### Экономика
Кампания 1741—1743 годов против дагестанских народов дорого обошлась иранскому государству. Характеризуя состояние Ирана в эти годы, Братищев — другой российский дипломат-современник — указывал, что в продолжение двух лет шах не смог справиться с местным населением, которое «к защищению своему имело только ружьё и саблю, но лишь вконец разорил своё государство, подорвал свои сбродные силы. Благодаря его суровости и жестокости народ обнищал».
Остатки персидского войска рассеялись по Дагестану и Чечне. Чеченский этнограф XIX века Умалат Лаудаев писал: «Персияне, разбитые аварцами при Надир-шахе, рассеялись по Дагестану, из них некоторые поселились между чеченцами».

### Награды
За разгром войск Надир-шаха турецкий султан Махмуд I пожаловал Ахмед-хану Мехтулинскому почётное звание генерала османской армии и звание шамхала. Дореволюционный историк Бакиханов также писал, что турецкий султан «…Ахмед-хану, беку Джангутайскому, даровал чин силахшора и звание шамхала и 20 мешков денег». Кайтагскому уцмию Ахмед-хану жаловался титул трехбунчужного паши, его сыну Магомед-хану — двухбунчужного паши. Каждому из табасаранских владетелей — майсуму и кадию были присвоены такие же титулы и вручено по 200 туманов. Магомед-беку Цахурскому присваивался титул султана Элисуйского со званием двухбунчужного паши и «выделением некоторой суммы денег».
Захватнические войны со стороны Ирана очень неблагоприятно отразились на состоянии экономики всего Дагестана. Пострадало не только земледелие в сельской местности, но и ремесленное производство и торговля в городах. Одним из важнейших предприятий Надир-шаха была попытка создания флота в Персидском заливе и Каспийском море, которая осталась незавершённой.

## Память

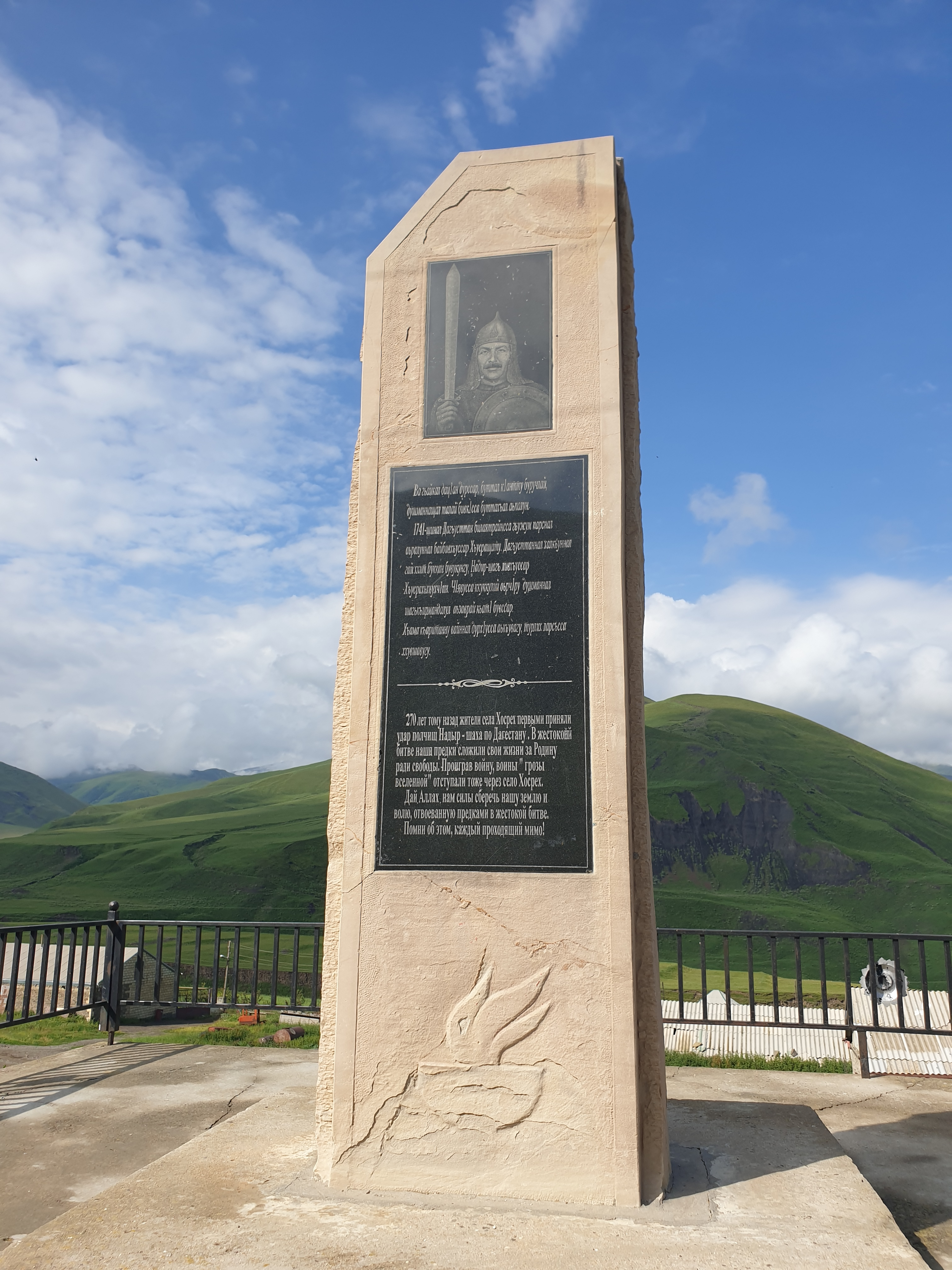
Памятник борцам против вторжения полчищ Надир-шаха в Хосрехе, Дагестан
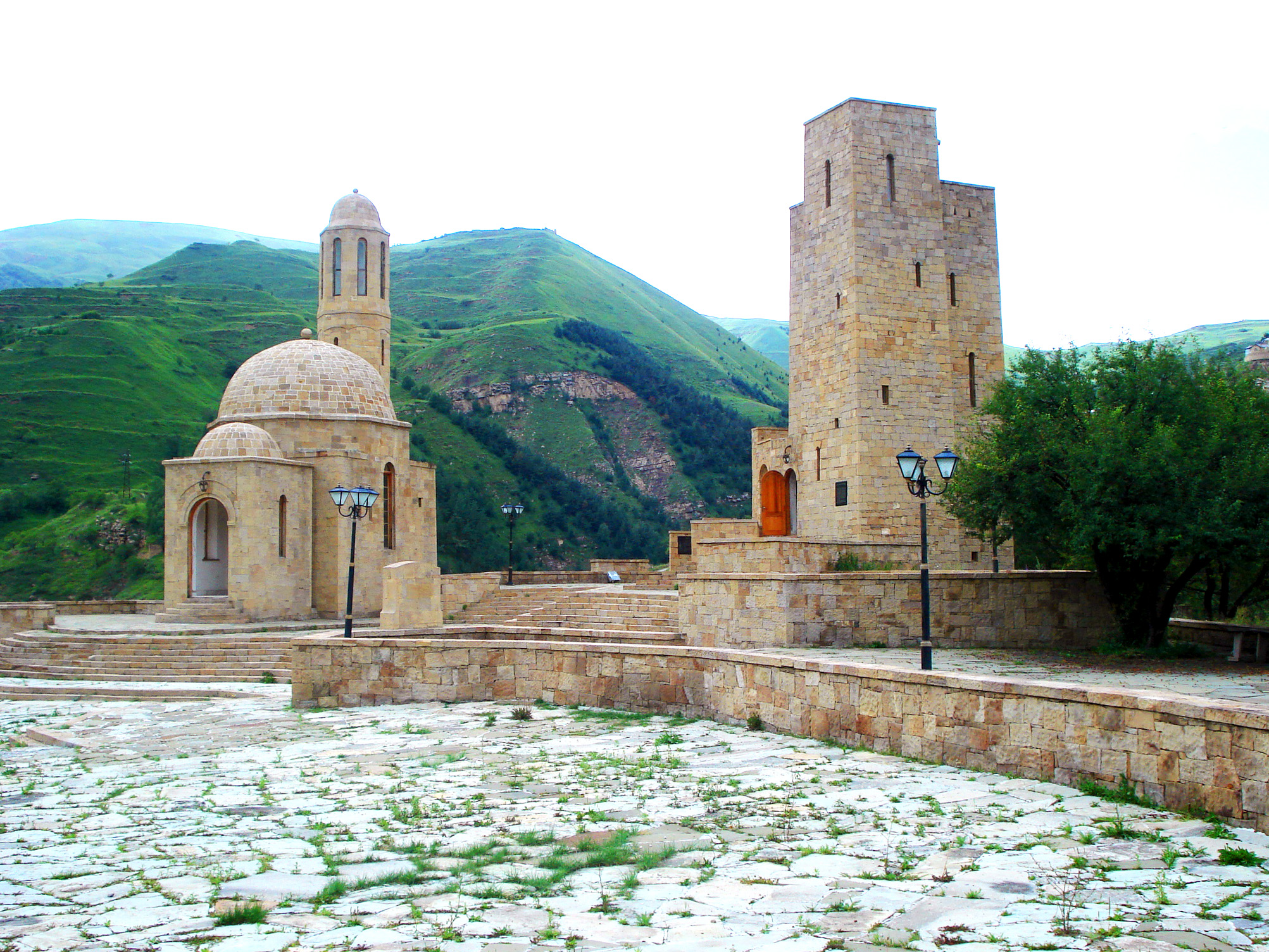
Мемориальный комплекс «Ватан» в Дагестане

Неудачные попытки Надир-шаха захватить Дагестан стали источником легенд, мифов и народных сказок народов Северного Кавказа. Аварский эпос «Сражение с Надир-шахом», шекинская песнь «Эпос о герое Муртазали» представляют яркую и красочную картину победы над «Бичом Вселенной». Эти сочинения представляют собой вершину дагестанского эпического жанра, их значение для горных народов может быть сравнимо только со значением «Слова о полку Игореве» для русской эпической поэзии. В XVII веке в Персии была в ходу поговорка: «Если шах глуп, то он пойдёт завоёвывать Дагестан».